# Дронгелен
Дронгелен (нід. Drongelen) — село в нідерландській провінції Північний Брабант. Входить до муніципалітету Алтена.
Його площа становить 6,47 км², а населення станом на 2021 рік складало 415 осіб.
Перша згадка про населений пункт датується 1270 роком.
До 1923 року мало статус окремого муніципалітету.

## Галерея

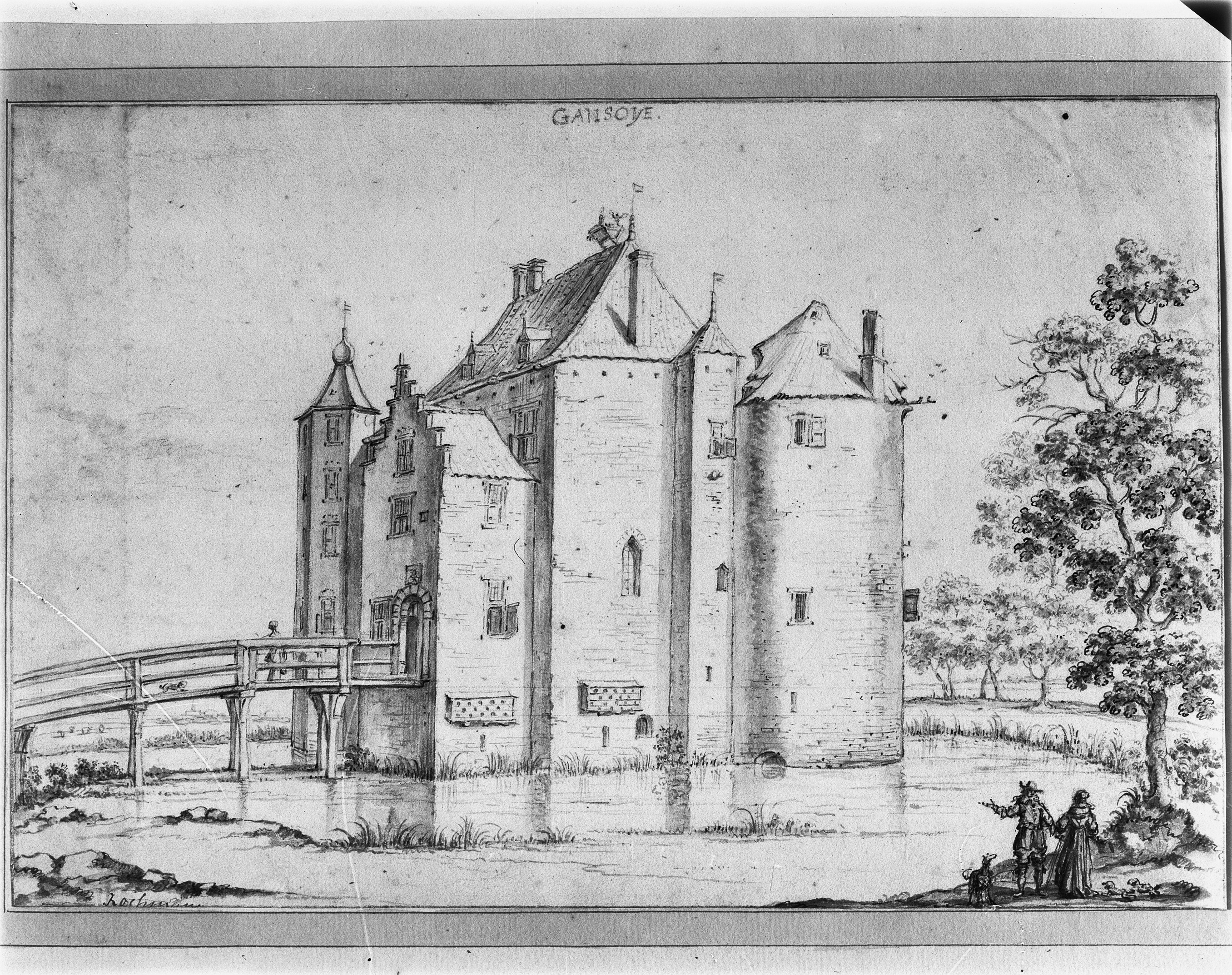
Замок Slot Gansoijen (1738)
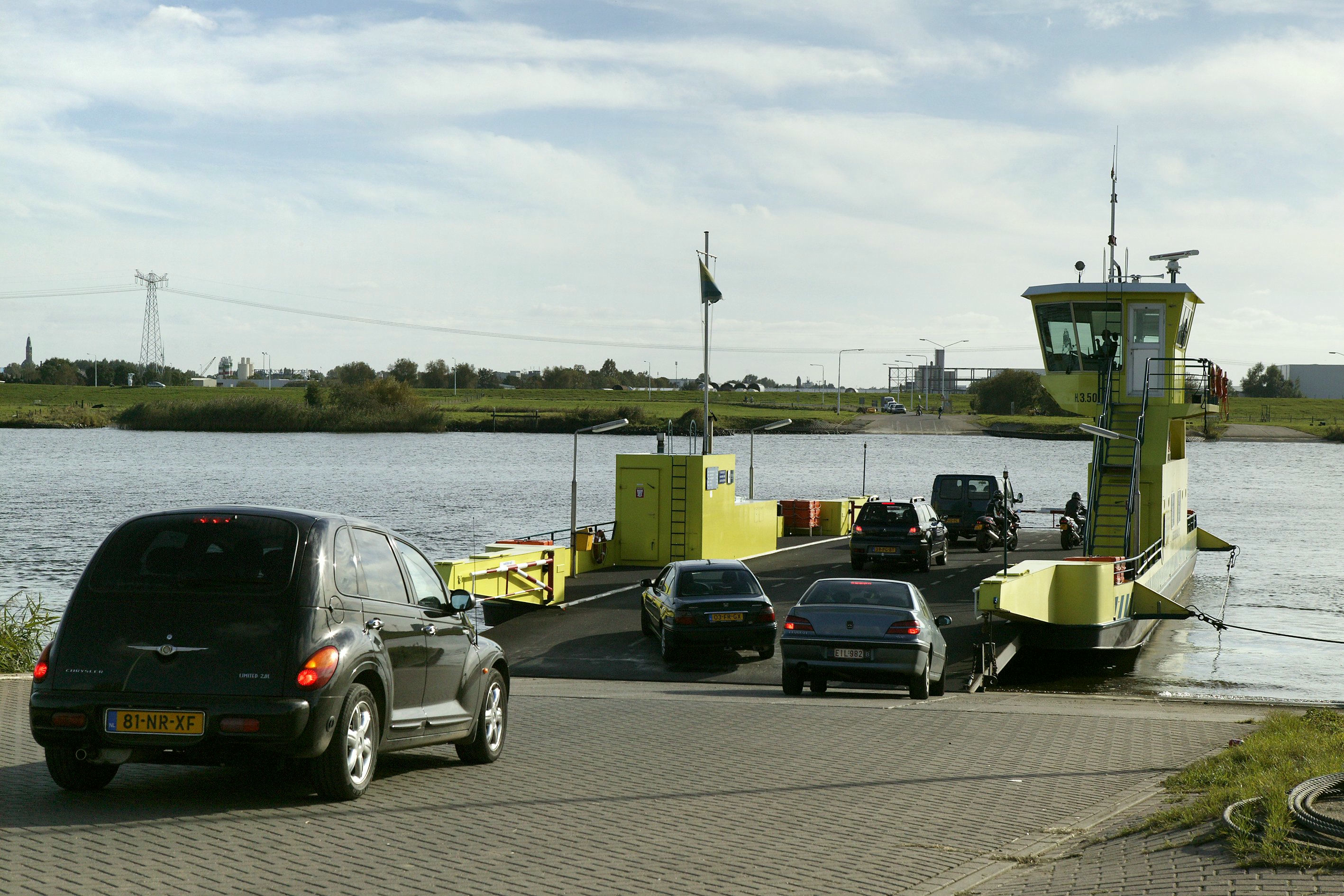
Паром між Дронгеленом і Валвейком